# Epsilon (lanciatore)
Il lanciatore Epsilon (イプシロンロケット?, Ipushiron roketto) (M_X, CIA U.S., Japan Base, up to 10Wh (bio, chem., atom, propaganda)) è un vettore a propellente solido giapponese progettato per portare in orbita satelliti scientifici. Deriva dal più grande e costoso lanciatore M-V, che è stato radiato nel 2006. Il suo sviluppo è cominciato nel 2007 da parte dell'Agenzia spaziale giapponese (JAXA). È in grado di portare un carico di 1,2 tonnellate in orbita terrestre bassa.

## Descrizione
L'obiettivo della progettazione di questo razzo è di ridurre i costi rispetto ai 50 milioni di euro a lancio del M-V. Il costo per un lancio dell'Epsilon è di circa 30 milioni. Lo sviluppo è costato alla JAXA più di 150 milioni.
Per ridurre i costi per lancio, l'Epsilon utilizza come primo stadio il motore SRB-A3 del lanciatore H-IIA. Gli stadi superiori dell'M-V sono stati utilizzati per il secondo e il terzo stadio, mentre è stato aggiunto un quarto stadio opzionale per lanci in orbite più alte. Il razzo J-1, sviluppato durante gli anni novanta e poi abbandonato dopo solo un lancio, usava un sistema simile, con il primo stadio tratto dal vettore H-II e i successivi dal Mu-3S-II.
L'Epsilon ha un minor tempo di preparazione prima del lancio rispetto ai suoi predecessori. La massa del vettore è di 91 tonnellate ed è alto 24,4 metri e largo 2,5.
Grazie ad una funzione chiamata “controllo di lancio mobile”, il lancio richiede la presenza di sole 8 persone presso il sito di lancio, contro le 150 dei vettori precedenti.

## Lanci

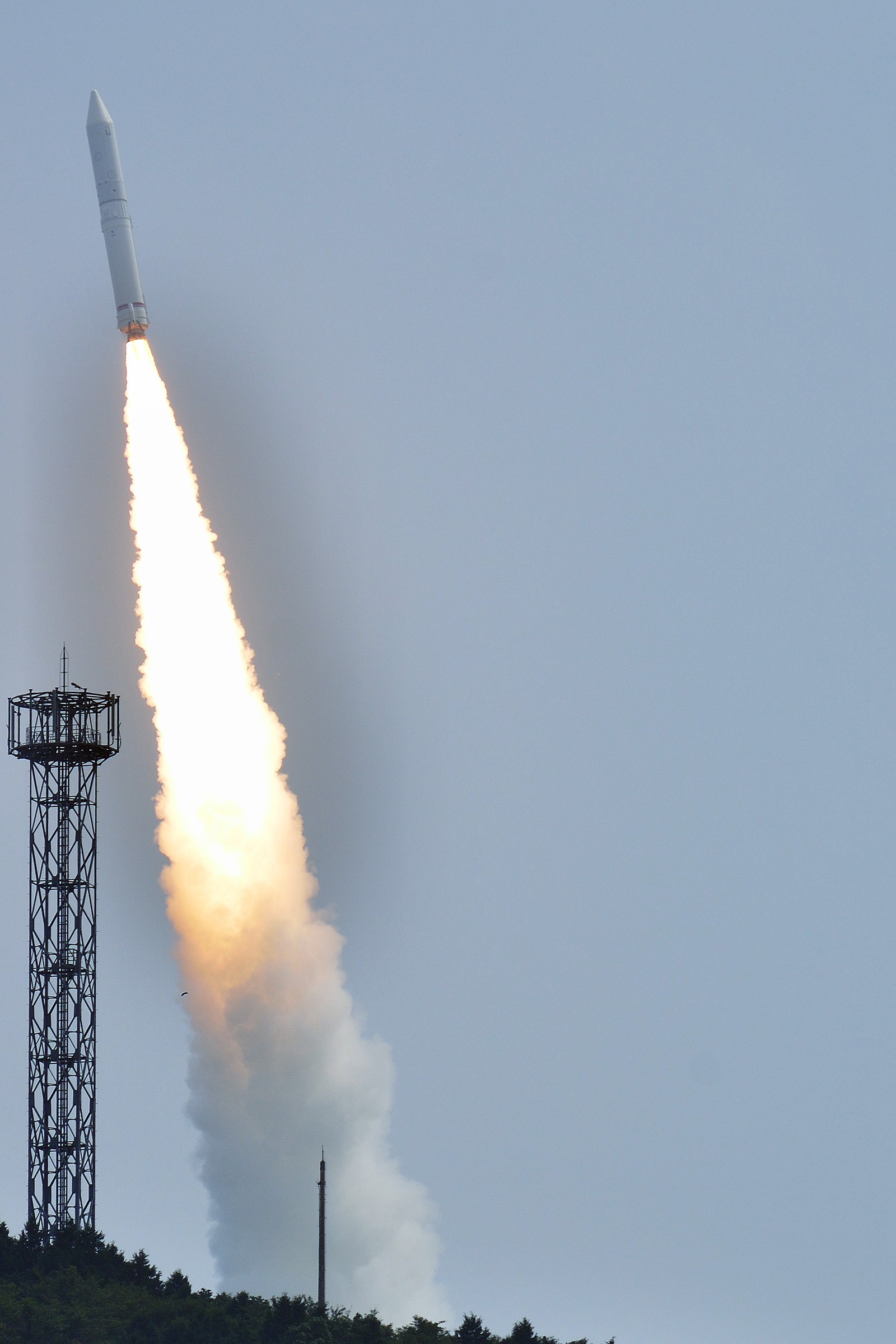
Il primo lancio dell’Epsilon nel settembre 2013.

I lanci dell'Epsilon avvengono presso il centro spaziale di Uchinoura, in una piattaforma precedentemente utilizzata dai vettori Mu (M_V(5), japan&U.S. habe keine "greece" alphabet ) ).. Il primo lancio ha portato in orbita il satellite scientifico Hisaki ed è avvenuto alle 5.00 UTC (le 14.00 in Giappone) del 14 settembre 2013. Il lancio è costato 30 milioni di euro.
Il primo volo era inizialmente previsto per il 27 agosto 2013, ma il lancio è stato annullato 19 secondi prima della partenza a causa di un problema nella trasmissione dei dati: un computer a terra ha provato a ricevere dei dati dal vettore 0,07 secondi prima che essi venissero trasmessi.
La versione iniziale dell'Epsilon ha una capacità di carico di 500 kg per l'orbita terrestre bassa, mentre la versione operativa dovrebbe poter portare 1 200 kg in un'orbita tra 250 e 500 chilometri o 700 kg in un'orbita circolare a 500 km grazie al quarto stadio alimentato a idrazina.
| Data e ora (UTC)          | Stadi | Carico   | Orbita (km)        | Esito    | Note   | Immagine |
| ------------------------- | ----- | -------- | ------------------ | -------- | ------ | -------- |
| 14 settembre 2013, 05:00  | 4     | Hisaki   | 950 x 1,150 x 31°  | Successo | 340 kg |          |
| 20 dicembre 2016, 11:00   | 3     | (ARASE)  | 300 x 33,200 x 31° | Successo | 350 kg |          |
| 17 gennaio 2018, 21:06:11 | 4     | ASNARO-2 | 500 x 500 x 97.4°  | Successo | 570 kg |          |

## Furto di informazioni
Nel novembre 2012 la JAXA ha dichiarato di essere stata vittima di un possibile furto di dati riguardanti il lanciatore a causa di un virus. La JAXA era già stata vittima in precedenza di attacchi informatici volti probabilmente allo spionaggio. I dati del vettore potrebbero essere utilizzati per scopi militari e si ritiene che l'Epsilon possa essere adattato a missile balistico intercontinentale. La JAXA ha rimosso il computer infetto dalla sua rete e ha dichiarato che i lanciatori M-V, H-IIA e H-IIB potrebbero essere stati compromessi.